# Cagliari
Cagliari (latinsky Caralis, sardinsky Casteddu) je největší město na Sardinii, zároveň její hlavní město a správní středisko italské územně-správní jednotky 2. úrovně - metropolitního města Cagliari. Sardinské jméno Casteddu znamená hrad. Je zde mezinárodní letiště.

## Historie
Cagliari bylo obydlené od 2. tisíciletí př. n. l. Zabírá výhodnou polohu mezi mořem a úrodnou planinou a je obklopeno dvěma močály (které zajišťovaly ochranu před nepřáteli z vnitrozemí) a je v blízkosti vysokého a zalesněného pohoří (kde se obyvatelstvo mohlo schovat v případě nutnosti). Pozůstatky prehistorického osídlení byly nalezeny na Monte Claro a u Cape Sant'Elia. Počátkem 1. tisíciletí př. n. l. se Kartaginci založili osadu – pevnost Karales. V roce 238 př. n. l. obsadili celý ostrov Římané. Ve středověku se zde uplatnili Pisané, Janované a hlavně Aragonci.

## Město, památky a stavby

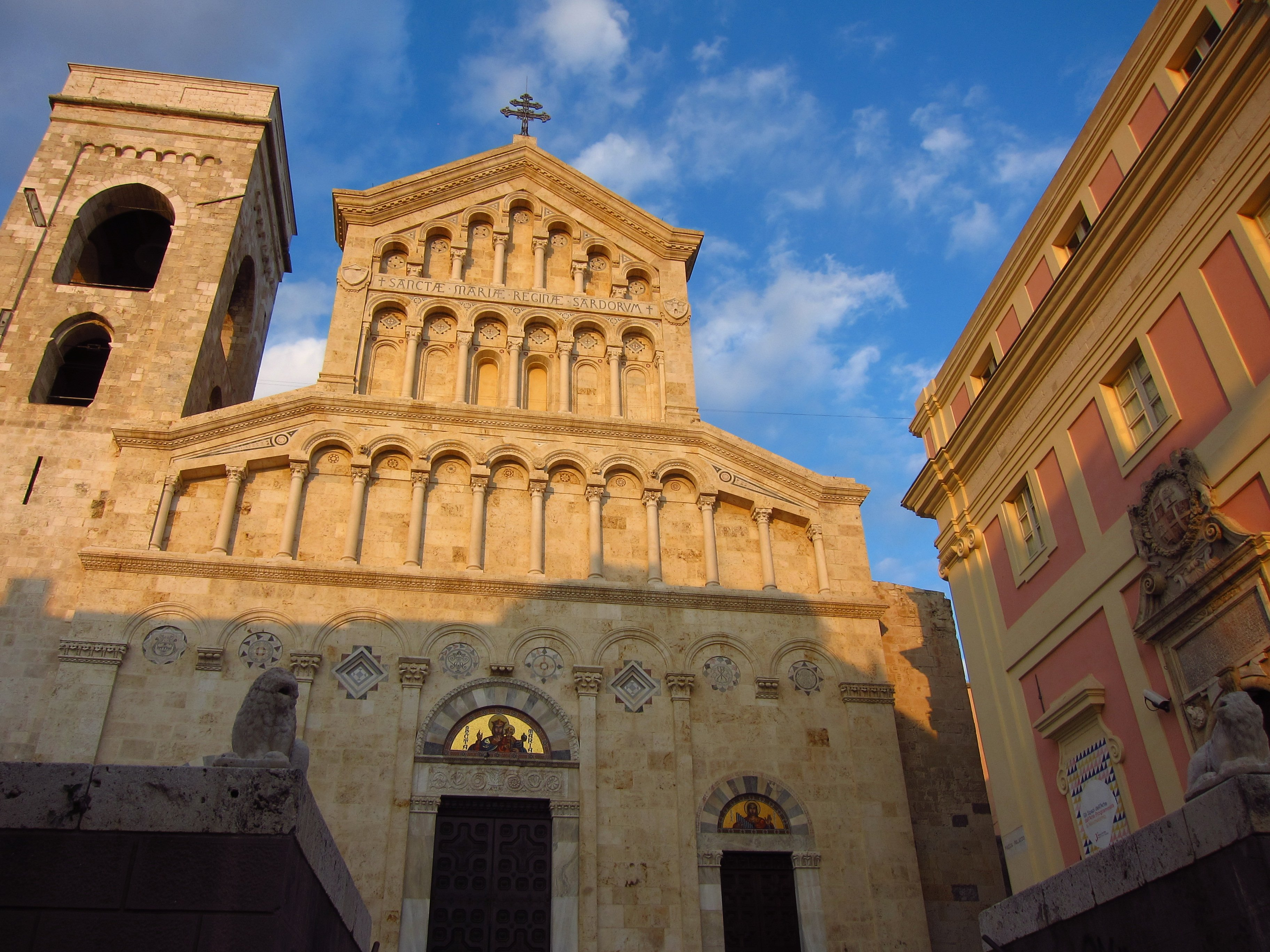
katedrála

Nejstarší část města, čtvrť Marina a čtvrť Casteddu, se nachází severně od přístavu. Nábřeží u přístavu tvoří široká třída Via Roma, v jejímž čele stojí paláce s arkádami z 19. st. Severozápadně, naproti menšímu parku a nádraží (Piazza Matteotti), se nachází novogotická budova radnice, Palazzo Comunale. Stoupáme-li od Via Roma mírně vzhůru, dostaneme se do uliček čtvrti Marina. Čtvrť je plná restaurací a tratorií, nejvýznamnější památkou zde je renesanční kostel S. Agostino. Ulice Via G. Manno odděluje čtvrť Marina od Casteddu (starého města, také Castello). Zde jsou nejvýznamnější stavby ve městě. Ve střední části, na východě, se nachází katedrála ze 13. st. Průčelí chrámu je z roku 1933 a je napodobeninou dómu v Pise. Původně byl na staré město vstup možný pouze dvěma branami, jižní se nazývá Torre dell'Elefante, a je z roku 1307. Severní brána se jmenuje Torre di San Pancrazio. U severní brány na Piazza Arsenale se nachází Národní archeologické muzeum (Cittadella dei Musei) s prehistorickými a antickými nálezy ze Sardinie. Dvě stě metrů severovýchodně od muzea najdeme amfiteátr (Anfiteatro Romano) z 2. st., který v současné době slouží jako přírodní divadlo. K dalším významným památkám ve městě náleží především raně křesťanský kostel San Saturno z 5. až 6. st., nejstarší sakrální stavba na Sardinii. Dále pak poutní kostel Santa María di Bonaria.

## Vývoj počtu obyvatel
Počet obyvatel

## Sport
Ve městě sídlí fotbalový klub Cagliari Calcio, jenž byl založen roku 1920. V roce 2017 zde vznikl basketbalový klub Cagliari Dinamo Academy, ale ten po dvanáctém a třináctém místě v Serii A2 zase zanikl. Roku 2021 se zde odehrál tenisový turnaj mužů Sardegna Open, který byl součástí profesionálního okruhu ATP Tour.

## Galerie

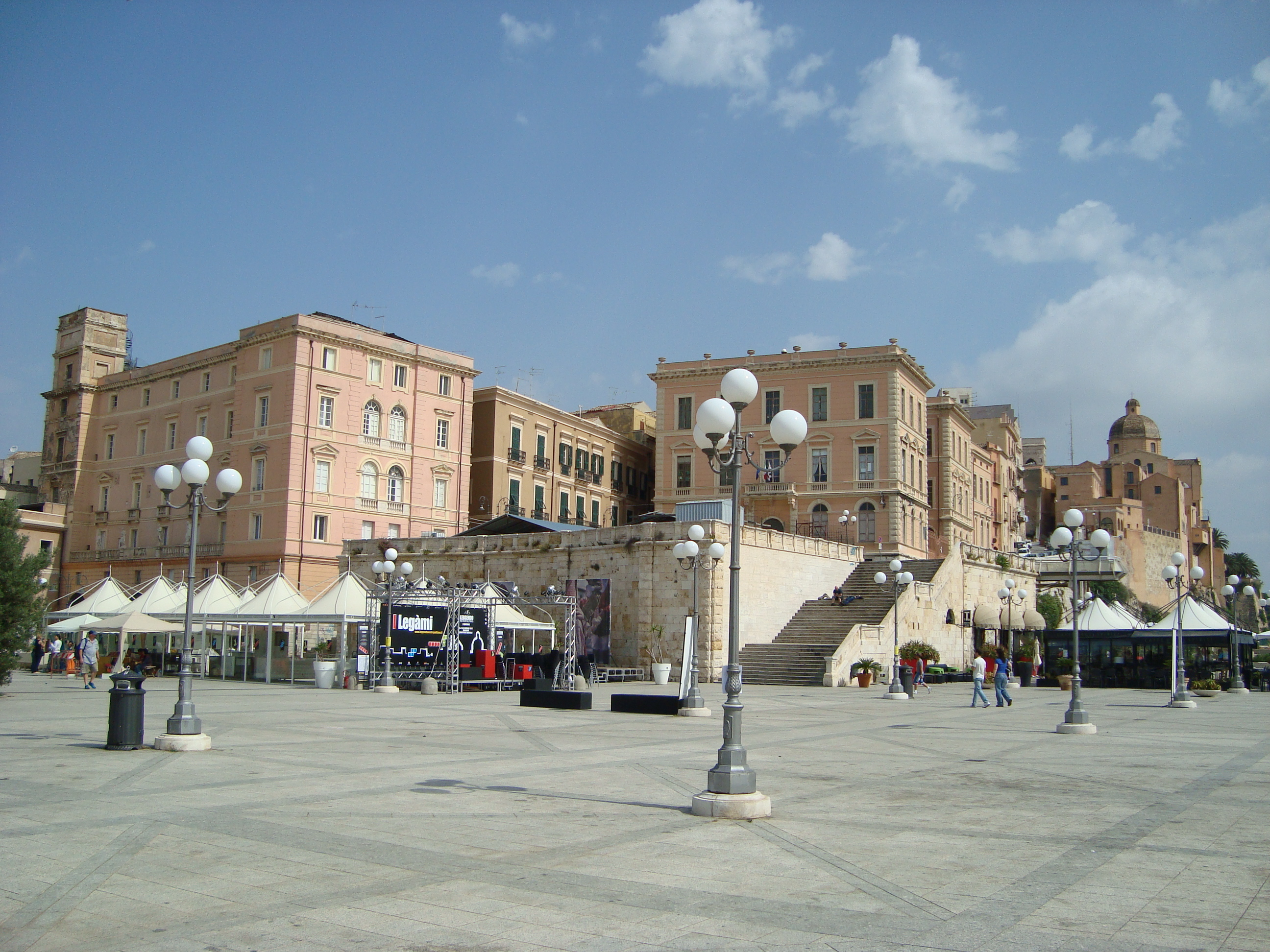
pohled z bašty S. Remy, vpravo katedrála
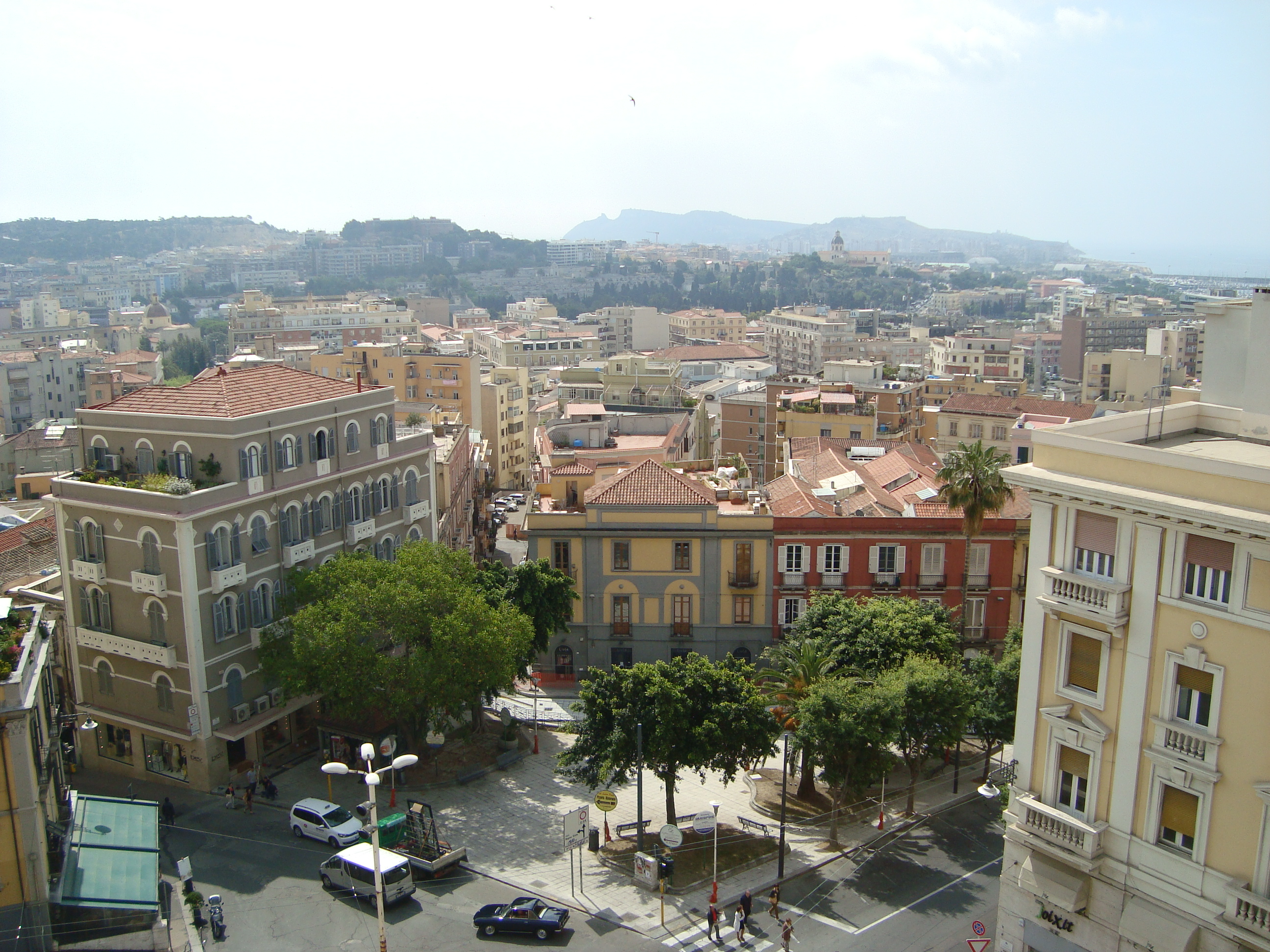
Cagliari, pohled na jihovýchod
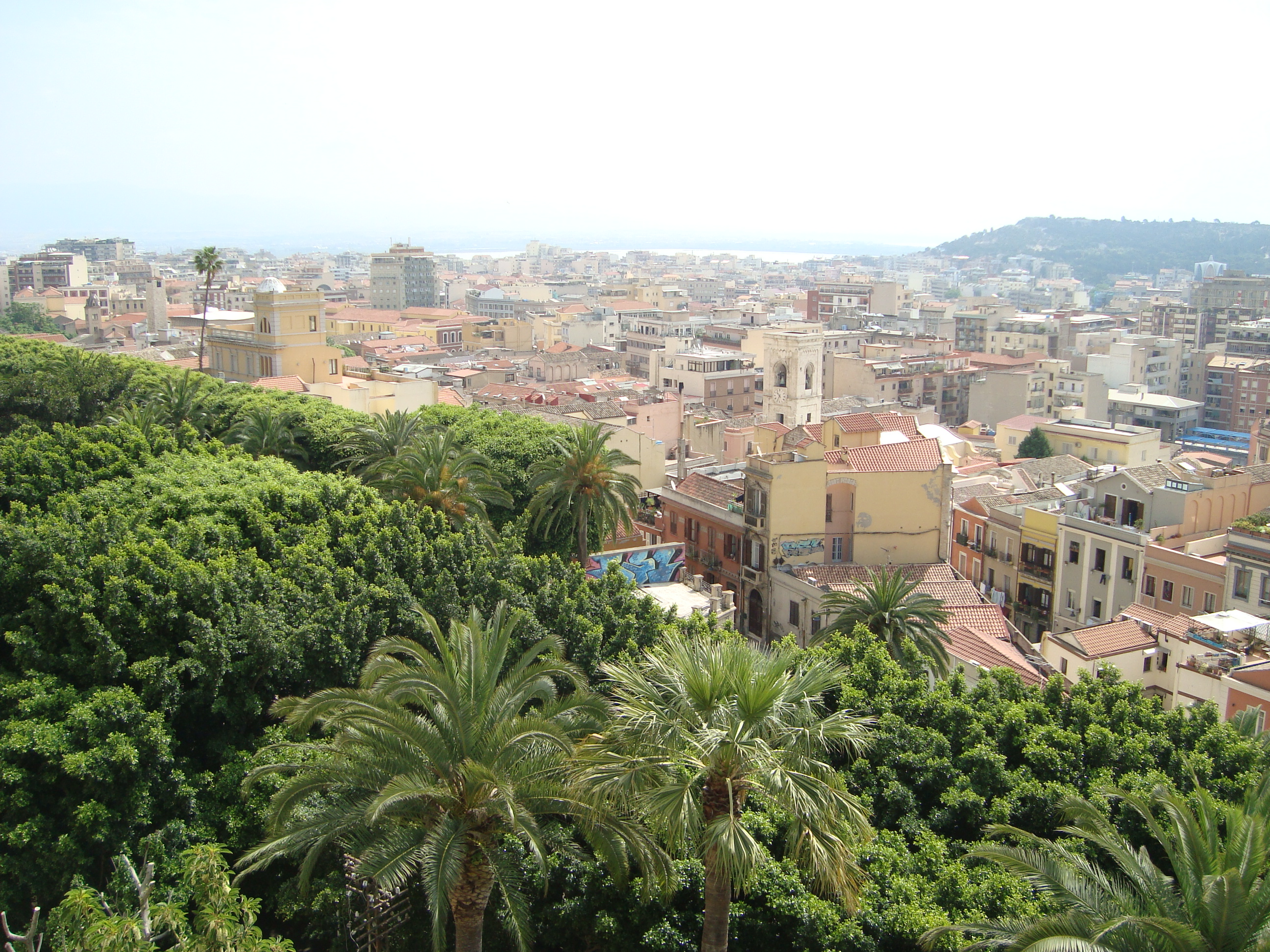
město na severovýchod
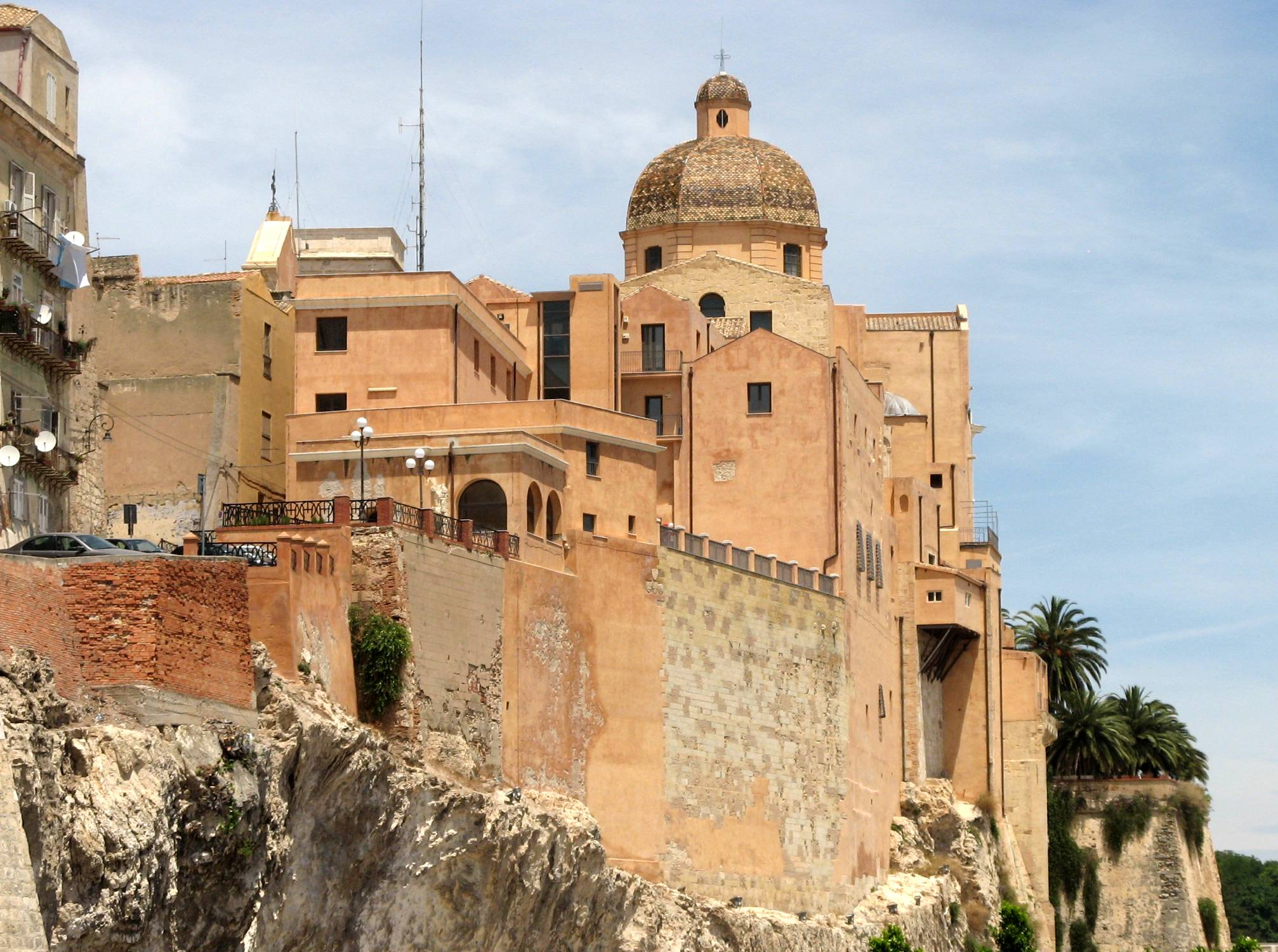
Katedrála v Cagliari
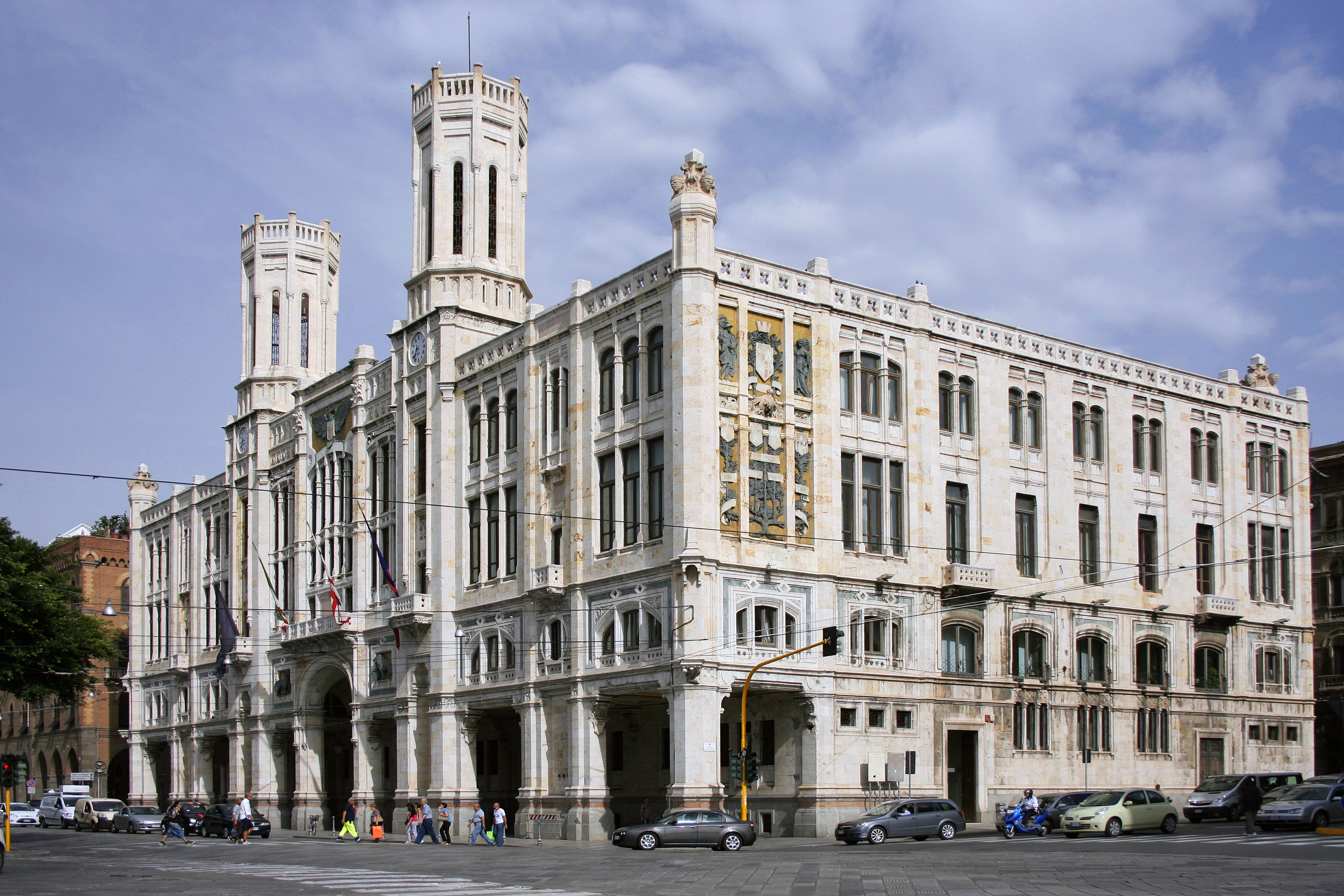
radnice, Palazzo Comunale
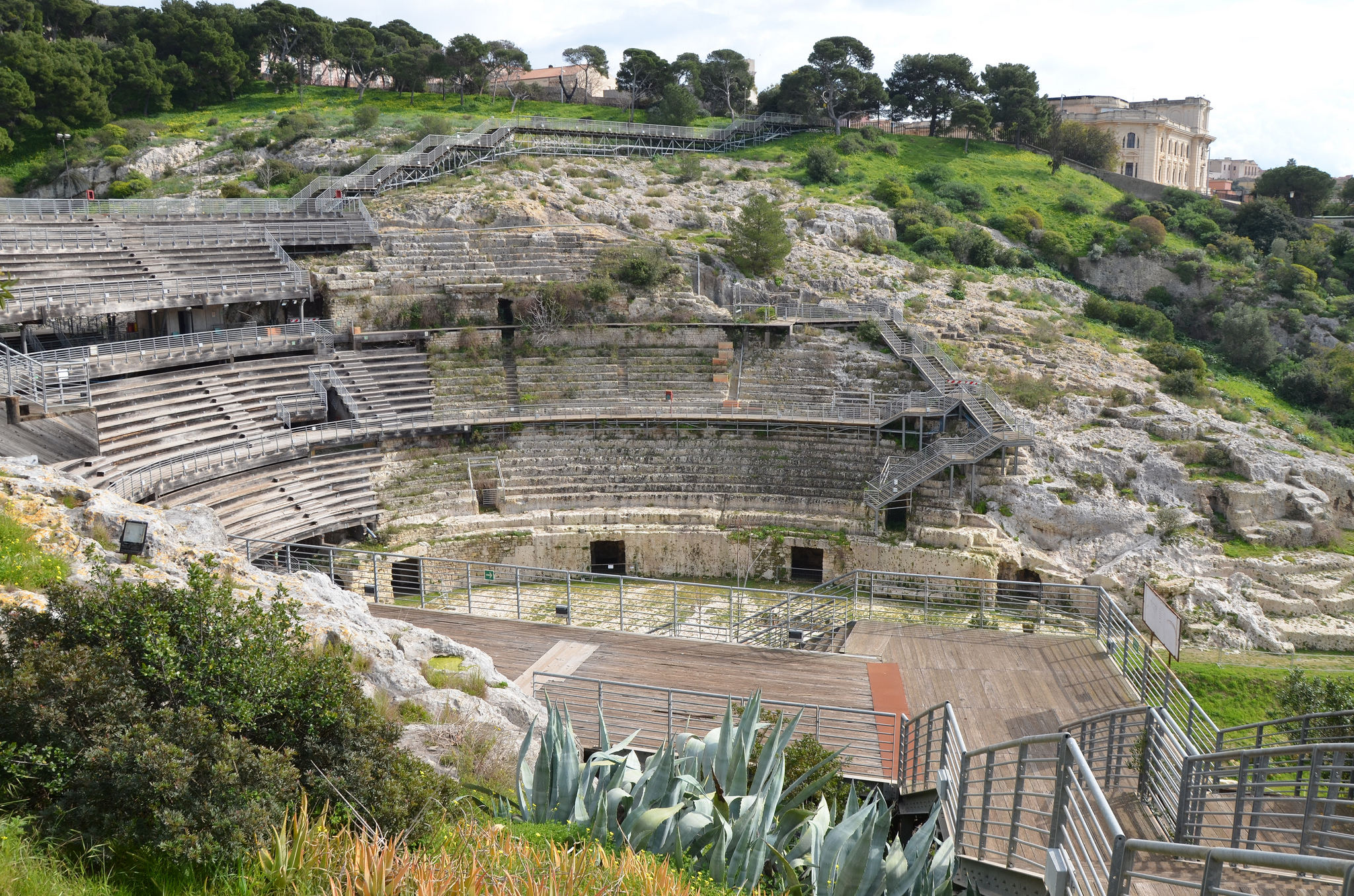
amfiteátr
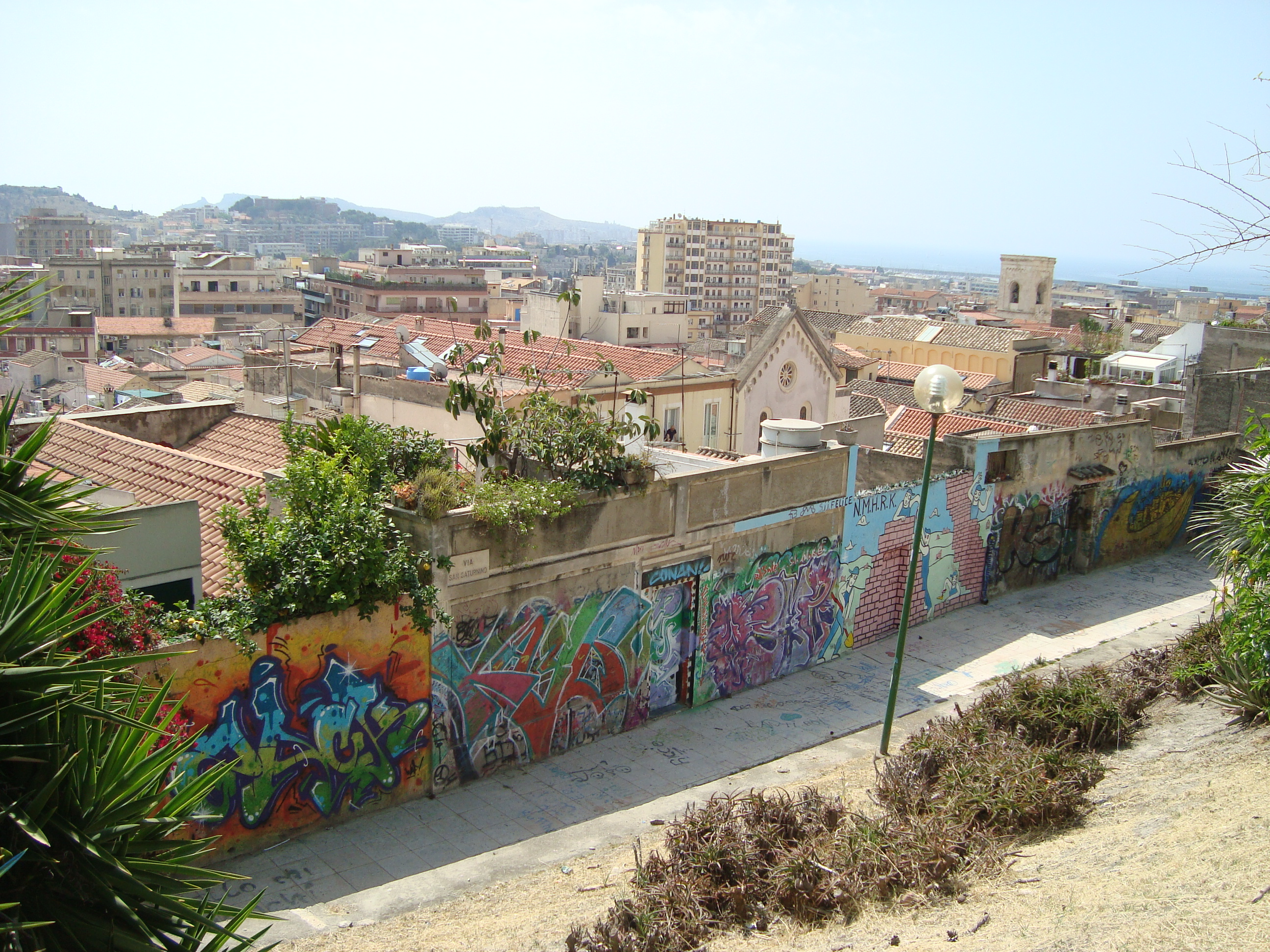
Cagliari, centrum

## Obyvatelé města
- Gianni Agus, herec
- Sergio Atzeni, spisovatel
- Alberto Boscolo, historik
- Giuseppe Brotzu, lékař a vědec
- Giusy Devinu, operní pěvkyně
- Antonio Gramsci, politik
- Nanni Loy, režisér

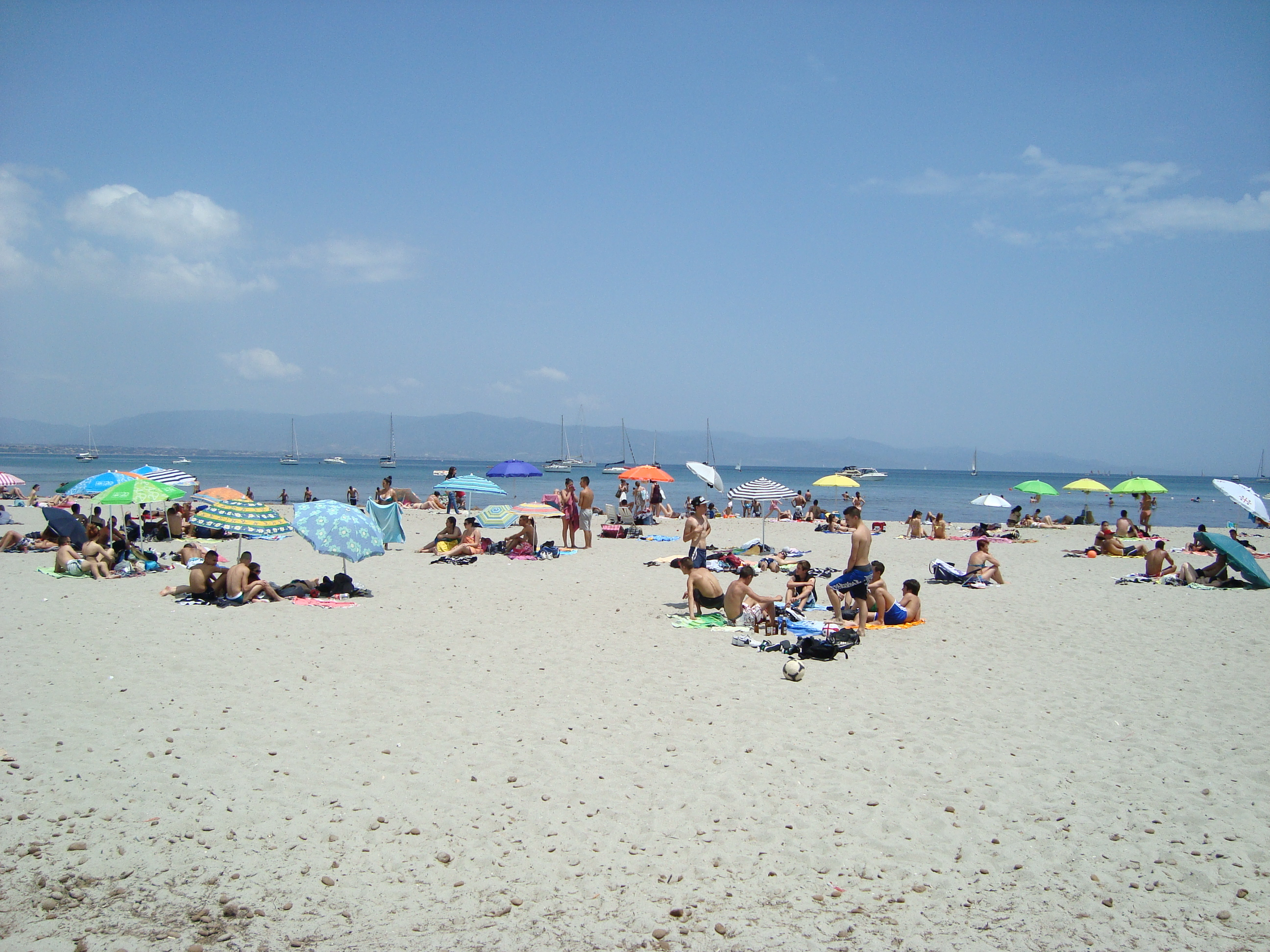
městská pláž v Cagliari

- Emilio Lussu, spisovatel a politik
- Giovanni Mara, otec Marata
- Anna Marongiu, malířka
- Giovanni Motzo, právník
- Amedeo Nazzari, herec
- Virgilio Nurchis, generál
- Pier Angeli, herečka
- Luigi Pintor, politik a novinář
- Luigi Pirastu, profesor a politik
- Giovanni Siotto Pintor, spisovatel a politik
- Piero Schiavazzi, operní pěvec
- Mario De Candia, operní pěvec
- Efisio Marini, vědec

## Partnerská města
- Buenos Aires, Argentina
- Pisa, Itálie
- Padova, Itálie